# Vértesboglár, Fejér
Vértesboglár  este un sat în districtul Bicske, județul Fejér, Ungaria, având o populație de 886 de locuitori (2011). 

## Demografie
Componența etnică a satului Vértesboglár
     Maghiari (81,58%)
     Germani (18,42%)
Componența confesională a satului Vértesboglár
     Reformați (11,29%)
     Fără religie (8,35%)
     Atei (1,02%)
     Necunoscută (78,89%)
     Luterani (0,45%)
     Alte religii (0,56%)
Conform recensământului din 2011, satul Vértesboglár avea 886 de locuitori. Din punct de vedere etnic, majoritatea locuitorilor (81,58%) erau maghiari, cu o minoritate de germani (18,42%). Nu există o religie majoritară, locuitorii fiind reformați (11,29%), persoane fără religie (8,35%) și atei (1,02%). Pentru 78,89% din locuitori nu este cunoscută apartenența confesională.